# هاتف محمول مسبق الدفع

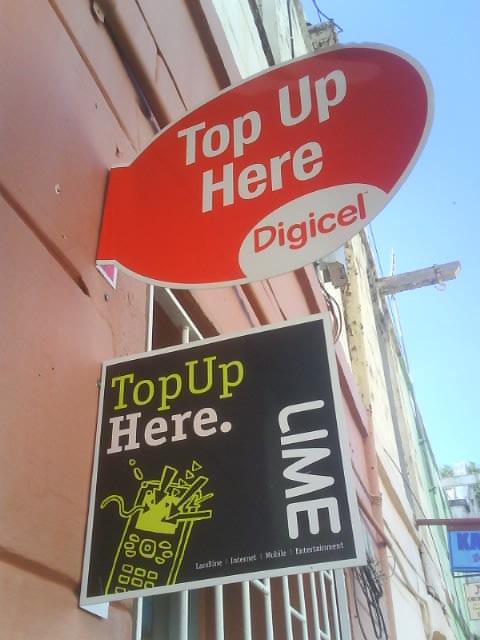

جهاز الهاتف المحمول المُسبق الدفع (يُشار إليه أيضًا بالدفع بالتقسيط (بّي إيه واي جي)، أو الدفع أثناء التحدث): هو جهاز محمول مثل الهاتف الذي يُضاف إليه رصيد يُشترى قبل استخدام الخدمة. يُستخدم الرصيد الذي اشتُريَ للدفع مقابل خدمات الاتصالات عند الوصول إلى الخدمة أو استهلاكها. إذا لم يكن هناك ائتمان، فسيُرفض الوصول بواسطة الشبكة الخلوية / الشبكة الذكية. يمكن للمستخدمين زيادة رصيدهم في أي وقت باستخدام مجموعة متنوعة من آليات الدفع. (يُستخدم أيضًا «الدفع بالتقسيط»، و«بّي إيه واي جي»، والبنود المماثلة لخدمات أخرى غير الاتصالات المدفوعة عن طريق الإيداع المسبق).
طريقة الفوترة البديلة (وما يُشار إليها عادةً بعقد الهاتف المحمول) هو الهاتف المحمول بنظام الدفع الآجل، حيث يدخل المستخدم في عقد طويل الأجل (يستمر مدة 12 أو 18 أو 24 شهرًا) أو عقدًا قصير الأجل (عادةً أيضًا يُشار إليه بعقد متداول أو عقد مدة 30 يومًا) وترتيب إعداد الفواتير مع مشغل الهاتف المحمول (مشغل شبكة محمول افتراضية أو مشغل شبكة متنقلة).

## مقارنة مع الدفع الآجل

### المزايا
قد تكون الخطة مُسبقة الدفع تكلفة أقل (غالبًا لأنماط الاستخدام المنخفض مثل هاتف للاستخدام في حالات الطوارئ) وتسهل التحكم في الإنفاق عن طريق الحد من الديون والتحكم في الاستخدام. وكثيرًا ما تكون الالتزامات التعاقدية أقل؛ لا رسوم إنهاء خدمة مبكر، وحرية تغيير مقدمي الخدمة، والخطط، ويمكن استخدامها من قِبَل أولئك غير القادرين على تنفيذ عقد (أي أقل من سن الرشد). وفقًا للقوانين المحلية، يمكن أن تكون متاحة لأولئك الذين ليس لديهم عنوان دائم أو رقم هاتف أو بطاقة ائتمان. وهذا يجعلها شائعة بين المسافرين والطلاب بعيدًا عن مدنهم الأصلية. بالإضافة إلى ذلك، فهي شائعة لدى الآباء الذين يرغبون في الحصول على طريقة للبقاء على اتصال مع أبناءهم طلاب الجامعات ويمكنهم التحكم بعض الشيء بالتكاليف.

### العيوب
في بعض الأحيان، يدفع عملاء الدفع بالتقسيط مقابل مكالماتهم ورسائلهم النصية وبياناتهم أكثر من عملاء العقود. في بعض الحالات، يكونون مقيدين فيما يمكنهم القيام به باستخدام هواتفهم؛ فقد تُحظر المكالمات إلى أرقام هواتف دولية أو أرقام هواتف بسعر ممتاز، وقد لا يتمكنون من التجول. عادةً ما تكون هذه القيود نتيجة لأوجه القصور في الأنظمة مسبقة الدفع التي تستخدمها شركات الاتصالات اللاسلكية حيث تطورت التكنولوجيا إلى النقطة التي يسهل فيها إدارة كل ذلك بواسطة المشغّلات أو واجهات برمجة التطبيقات (إيه بّي آي) إلى مزودي حلول الجهات الخارجية (البيانات، إل دي الدولية، المحتوى، التجوال). النماذج الحالية التي تُنشر من قبل شركات الاتصالات اللاسلكية قادرة على تحديد نقاط السعر لجميع الخدمات على أساس فردي (عن طريق الحزم)، مثل أن التسعير الأعلى هو قرار تسويقي. لم تعد أيام التسعير الأعلى بسبب تكاليف الشبكة الأكثر تكلفة صحيحة.

## العلامة التجارية الدولية
في محاولة لتمييز الخدمة مسبقة الدفع عن خدمة الدفع الآجل لعملائها، وضعت باقة الخدمات المركزية (سي إس بّي) علامة تجارية للخدمات مسبقة الدفع مختلفة عن خدمات الدفع الآجل. ظهرت في السنوات الأخيرة مجموعة متنوعة من خدمات الدفع الآجل التي تقترب من الخدمة مسبقة الدفع، من خلال تقديم عقد «الدفع شهريًا».
تُعرف الهواتف وبطاقات السيم مسبقة الدفع في المملكة المتحدة باسم «الدفع بالتقسيط».